# Rosalina Abejo
Søster Maria Rosalina Madronal Abejo (født 13. juli 1922 i Misamis Oriental på Filippinerne, død 5. juni 1991 i Fresno, Californien, USA) var en filippinsk nonne, komponist, dirigent, pianist og lærer.
Abejo var nonne fra Kongregationen for den religiøse af Jomfru Maria. Hun var den første filippinske komponist og dirigent. studerede komposition på det Filippinske Kvinde Universitet, og på Eastman School of Music i New York, og senere på det Katolske Universitet i Amerika i Washington D.C.., hvor hun flyttede permanent til (1977). Abejo har skrevet 12 symfonier, orkesterværker, koncertmusik, kammermusik, strygerkvartetter etc. Hun underviste som lærer i komposition og teori på Kansas Universitet. Abejo var den første nonne der fik tilladelse til at dirigere symfoniorkestre af Pave John XXIII.

## Udvalgte værker
- Symfoni nr. 1 "Beatriz" (1950) - for orkester
- Symfoni nr. 2 "Gregoria" (1950) - for orkester
- Symfoni nr. 3 "Pioneer" (1954) - for orkester
- Symfoni nr. 4 "Thanatopsis" (1956) - for orkester
- Symfoni nr. 5 "Guerilla" (1971) - for orkester
- Symfoni nr. 6 "Trilogien om Manden" (1971) - for orkester
- Symfoni nr. 7 "Dalawang Pusong Dakila" (1975) - for orkester
- Symfoni nr. 8 "Jubilæum" (1984) - for orkester
- Symfoni nr. 9 "Broderskab" (1986) - for orkester
- Symfoni nr. 10 "Salme" (1988) - for kor og orkester
- Symfoni nr. 11 "Livets" (1988) - for orkester
- Symfoni nr. 12 "Styrke og pludseligt Forår" (1989) - for orkester